# Anemone subvillosa
Anemone subvillosa är en ranunkelväxtart som beskrevs av Carlos Pau. Anemone subvillosa ingår i släktet sippor, och familjen ranunkelväxter. Inga underarter finns listade i Catalogue of Life.